# Сам у кући 4: Повратак кући
Сам у кући 4 (енгл. Home Alone 4) познат и као Сам у кући 4: Повратак кући (енгл. Home Alone 4: Taking Back the House), је четврти наставак филмског серијала Сам у кући. Филм је режирао Род Данијел 2002. године.

## Радња
Родитељи Кевина Мекалистера су се развели, и он живи са мајком али одлучује да Божић проведе са оцем. Кевин одлази у вилу богате девојке Натали са којом живи његов отац. Лопов Марв има новог партнера са којим се спрема да опљачка Натали, али опет наилази на спремног Кевина који покушава да га у томе спречи.

## Улоге
| Глумац         | Улога            |
| -------------- | ---------------- |
| Мајк Вајнберг  | Кевин Мекалистер |
| Френч Стјуарт  | Марвин Марчинс   |
| Миси Пајл      | Вера Марчинс     |
| Џоана Гоинг    | Натали Калбан    |
| Џејсон Бег     | Питер Мекалистер |
| Клер Кери      | Кејт Мекалистер  |
| Eрик Авари     | Џејмс Прескот    |
| Барбара Бабкок | Моли Марчинс     |